# Czesław Bortnowski
Czesław Bortnowski (ur. 1963 w Zielonej Górze) – polski koszykarz występujący na pozycji silnego skrzydłowego, reprezentant kraju.
Sezon 1986/1987 opuścił z powodu kontuzji kolana. 
W 1991 przed rozpoczęciem sezonu zasadniczego wziął udział turnieju imienia Birgfellnera. W jego trakcie zerwał więzadła w kolanie, co definitywnie zakończyło jego karierę. 
Po zakończeniu kariery zawodniczej pracował między innymi jako nauczyciel historii w Technikum Mechanicznym. Od ponad ćwierć wieku prowadzi własną firmę, specjalizująca się w pracach stolarsko-parkieciarskich (m.in. dla: Akademii Muzycznej w Poznaniu, Teatru Polskiego, Muzeum Czerwca 1956, Starego Browaru itp.).
Jego młodsi bracia Janusz i Piotr także występowali w barwach Zastalu Zielona Góra. Z Januszem występował wspólnie w sezonach 1982–1984 i 1987–1989, a z Piotrem w 1990/1991.

## Osiągnięcia

### Drużynowe
- Awans do najwyższej klasy rozgrywkowej z Zastalem Zielona Góra (1984)

### Reprezentacja
- Uczestnik:
  - kwalifikacji do Eurobasketu
  - turnieju o Puchar Wyzwolenia Warszawy